# Mangaldan

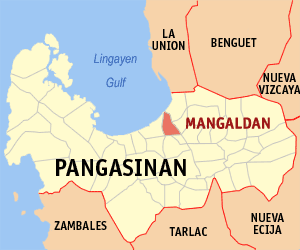
Mangaldans läge i Pangasinan

Mangaldan är en ort i Filippinerna och ligger i provinsen Pangasinan, Ilocosregionen. 82 142 invånare (folkräkning 1 maj 2000).
Mangaldan räknas officiellt inte som stad utan är en kommun. Kommunen är indelad i 30 smådistrikt, barangayer, varav samtliga är klassificerade som tätortsdistrikt.